# 24 Horas de Nürburgring
As 24 Horas de Nürburgring é uma corrida anual automobilismo de endurance realizada desde 1970 no mês de maio no autódromo de Nürburgring, na Alemanha. A corrida utiliza o traçado combinado (Nordschleife (laço norte) e Pista GP) com 25,378 km de extensão, e já conseguiu ser disputada por mais de 200 carros. É considerada por muitos a ou uma das mais duras corridas de endurance do mundo  e nos últimos anos decorre no fim de semana imediatamente após a maior corrida de endurance: as 24 Horas de Le Mans.

## Vencedores
| Ano  | Pilotos                                                                     | Carro                                                                 | Equipe                                                                | Voltas                                                                | Notas |
| ---- | --------------------------------------------------------------------------- | --------------------------------------------------------------------- | --------------------------------------------------------------------- | --------------------------------------------------------------------- | --- |
| 2025 | Augusto Farfus Jesse Krohn Raffaele Marciello Kelvin van der Linde          | BMW M4 GT3 Evo                                                        | Rowe Racing                                                           | 141                                                                   | Vitória da BMW após a equipe Manthey EMA, a primeira a cruzar a linha de chegada, receber tempo de punição por envolvimento em um acidente. A corrida contou com uma interrupção de duas horas por falta de energia elétrica no circuito.                      |
| 2024 | Ricardo Feller Dennis Marschall Christopher Mies Frank Stippler             | Audi R8 LMS Evo II                                                    | Scherer Sport PHX                                                     | 50                                                                    | Novo recorde de distância de prova mais curta já realizada (50 voltas). Devido ao nevoeiro à noite, a competição teve mais de 14 horas de interrupção. Após 7 horas e 23 minutos de prova apenas, foram dadas 5 voltas de formação e o vencedor foi declarado. |
| 2023 | Earl Bamber Nicky Catsburg Felipe Fernández Laser David Pittard             | Ferrari 296 GT3                                                       | Frikadelli Racing Team                                                | 162                                                                   | Primeira vitória da Ferrari. Novo recorde de distância. |
| 2022 | Robin Frijns Kelvin van der Linde Dries Vanthoor Frédéric Vervisch          | Audi R8 LMS Evo II                                                    | Audi Sport Team Phoenix                                               | 159                                                                   | Sexta vitória para a Audi. |
| 2021 | Matteo Cairoli Michael Christensen Kévin Estre                              | Porsche 911 GT3 R                                                     | Manthey Racing                                                        | 59                                                                    | 59 volta. Distância mais curta de sempre devido a chuva forte seguido de nevoeiro noturno. 7ª. vitória à geral para a Manthey. |
| 2020 | Nick Catsburg Alexander Sims Nick Yelloly                                   | BMW M6 GT3                                                            | Rowe Racing                                                           | 85                                                                    | 85 voltas. Corrida interrompida (bandeira vermelha) quando estavam decorridas 7hr 4mins e 39 voltas devido à forte chuva e nevoeiro. A corrida foi suspensa durante a noite por 9hrs 45 mins. A corrida foi retomada a 7hrs 11min do fim.                      |
| 2019 | Pierre Kaffer Frank Stippler Dries Vanthoor Frédéric Vervisch               | Audi R8 LMS Evo                                                       | Phoenix Racing                                                        | 157                                                                   | |
| 2018 | Nick Tandy Frédéric Makowiecki Patrick Pilet Richard Lietz                  | Porsche 911 GT3 R                                                     | Manthey Racing                                                        | 135                                                                   | Corrida interrompida (bandeira vermelha) no domingo por 2 horas devido à forte chuva e nevoeiro. |
| 2017 | Connor De Phillippi Christopher Mies Markus Winkelhock Kelvin van der Linde | Audi R8 LMS                                                           | Land Motorsport                                                       | 158                                                                   | |
| 2016 | Maro Engel Bernd Schneider Adam Christodoulou Manuel Metzger                | Mercedes-AMG GT3                                                      | Black Falcon                                                          | 134                                                                   | Corrida interrompida (bandeira vermelha) na fase inicial por 4 horas devido à forte chuva, nevoeiro e queda de granizo. |
| 2015 | Nico Müller Edward Sandström Laurens Vanthoor Christopher Mies              | Audi R8 LMS                                                           | Team WRT                                                              | 156                                                                   | Zonas com velocidade limitada: Flugplatz, Schwedenkreuz and Antoniusbuche 200 km/h (120 mph) / Dottinger Hohe Straight 250 km/h (155 mph) |
| 2014 | Christopher Haase Christian Mamerow René Rast Markus Winkelhock             | Audi R8 LMS ultra                                                     | Phoenix Racing                                                        | 159                                                                   | Novo recorde de distância (159 voltas) |
| 2013 | Bernd Schneider Jeroen Bleekemolen Sean Edwards Nicki Thiim                 | Mercedes-Benz SLS AMG GT3                                             | Black Falcon                                                          | 88                                                                    | Corrida interrompida por 9 horas devido à forte chuva. Primeira vitória para a Mercedes-Benz |
| 2012 | Marc Basseng Christopher Haase Frank Stippler Marcus Winkelhock             | Audi R8 LMS ultra                                                     | Audi Sport (Team Phoenix)                                             | 155                                                                   | 155 voltas. Primeira vitória para a Audi. |
| 2011 | Marc Lieb Timo Bernhard Lucas Luhr Romain Dumas                             | Porsche 997 GT3-RSR                                                   | Manthey Racing                                                        | 156                                                                   | Novo recorde de 156 voltas. Timo Bernhard empata com Pedro Lamy e Marcel Tiemann no recorde de vitórias (5). |
| 2010 | Jörg Müller Uwe Alzen Augusto Farfus Pedro Lamy                             | BMW M3 GT2                                                            | BMW Motorsport (Schnitzer Motorsport)                                 | 154                                                                   | 154 voltas. Pedro Lamy empata com Marcel Tiemann no recorde de vitórias (5). |
| 2009 | Romain Dumas Marc Lieb Timo Bernhard Marcel Tiemann                         | Porsche 997 GT3-RSR                                                   | Manthey Racing                                                        | 155                                                                   | Novo recorde de155 voltas, Marcel Tiemann atinge novo recorde de vitórias (5), 4ª vitória consecutiva para a equipa Manthey Racing |
| 2008 | Marc Lieb Timo Bernhard Marcel Tiemann Romain Dumas                         | Porsche 997 GT3-RSR                                                   | Manthey Racing                                                        | 148                                                                   | O vencedor recuperou uma volta de atraso para terminar com 2 voltas de avanço. |
| 2007 | Romain Dumas Marc Lieb Timo Bernhard Marcel Tiemann                         | Porsche 997 GT3-RSR                                                   | Manthey Racing                                                        | 112                                                                   | Corrida interrompida por 6h devido ao nevoeiro. |
| 2006 | Lucas Luhr Timo Bernhard Mike Rockenfeller Marcel Tiemann                   | Porsche 996 GT3-MR                                                    | Manthey Racing                                                        | 151                                                                   | Inscrita como equipa privada, com pilotos oficiais da Porsche. |
| 2005 | Boris Said Duncan Huisman Andy Priaulx Pedro Lamy                           | BMW M3 GTR                                                            | BMW Motorsport (Schnitzer Motorsport)                                 | 139                                                                   | Última corrida do BMW M3 GTR V8. |
| 2004 | Pedro Lamy Dirk Müller Jörg Müller Hans-Joachim Stuck                       | BMW M3 GTR                                                            | BMW Motorsport (Schnitzer Motorsport)                                 | 143                                                                   | BMW superioriza-se à ABT-Audi na constante mudança de condições atmosféricas. |
| 2003 | Manuel Reuter Timo Scheider Marcel Tiemann                                  | Opel Astra V8 Coupé                                                   | Phoenix Racing OPC Team Phoenix                                       | 143                                                                   | 3 construtores alinharam com carros alimentados com motor V8: Audi, BMW, Opel. Porsches com motor turbo pelas equipas Manthey e Alzen. |
| 2002 | Peter Zakowski Robert Lechner Pedro Lamy                                    | Chrysler Viper GTS-R                                                  | Zakspeed                                                              | 141                                                                   | |
| 2001 | Pedro Lamy Peter Zakowski Michael Bartels                                   | Chrysler Viper GTS-R                                                  | Zakspeed                                                              | 147                                                                   | |
| 2000 | Bernd Mayländer Michael Bartels Uwe Alzen Altfrid Heger                     | Porsche 911 GT3-R                                                     | Porsche Zentrum Koblenz                                               | 145                                                                   | Equipa com apoio de fábrica da Porsche bate um muito pesado Viper, e com 145 bate o recorde da distância que durava desde 1990. |
| 1999 | Peter Zakowski Hans-Jürgen Tiemann Klaus Ludwig Marc Duez                   | Chrysler Viper GTS-R                                                  | Zakspeed                                                              | 143                                                                   | Regresso de carros com maior potência com a Viper a dominar a corrida. |
| 1998 | Marc Duez Andreas Bovensiepen Christian Menzel Hans-Joachim Stuck           | BMW 320d                                                              | Schnitzer Motorsport                                                  | 137                                                                   | Primeira vitória de um carro com motor Diesel numa das principais corridas de 24h. Após 28 anos, a segunda vitória para Stuck, o primeiro vencedor. |
| 1997 | Johannes Scheid Sabine Reck Hans-Jürgen Tiemann Peter Zakowski              | BMW M3 E36                                                            | Scheid Motorsport                                                     | 126                                                                   | |
| 1996 | Johannes Scheid Sabine Reck Hans Widmann                                    | BMW M3 E36                                                            | Scheid Motorsport                                                     | 135                                                                   | |
| 1995 | Roberto Ravaglia Marc Duez Alexander Burgstaller                            | BMW 320i                                                              | Team Bigazzi                                                          | 129                                                                   | |
| 1994 | Karl-Heinz Wlazik Frank Katthöfer Fred Rosterg                              | BMW M3                                                                |                                                                       | 106                                                                   | |
| 1993 | Frank Katthöfer "Tonico de Azevedo" Franz Konrad Örnulf Wirdheim            | Porsche 911 Carrera                                                   | Konrad Motorsport                                                     | 129                                                                   | |
| 1992 | Johnny Cecotto Christian Danner Jean-Michel Martin Marc Duez                | BMW M3 Evo. 2                                                         | Team Bigazzi                                                          | 76                                                                    | Corrida interrompida durante horas devido ao nevoeiro. |
| 1991 | Kris Nissen Joachim Winkelhock Armin Hahne                                  | BMW M3 Evo. 2                                                         | Schnitzer Motorsport                                                  | 138                                                                   | |
| 1990 | Altfrid Heger Joachim Winkelhock Frank Schmickler                           | BMW M3 Evo. 2                                                         | Linder Motorsport                                                     | 144                                                                   | 144 voltas, novo recorde de distância. |
| 1989 | Emanuele Pirro Roberto Ravaglia Fabien Giroix                               | BMW M3                                                                | Team Bigazzi                                                          | 143                                                                   | |
| 1988 | Edgar Dören Gerhard Holup Peter Faubel                                      | Porsche 911 Carrera RSR                                               | Dören                                                                 | 140                                                                   | O privado '74 Porsche bateu os modernos carros com motor turbo-alimentados das equipas com apoio de fábrica da Ford. |
| 1987 | Klaus Ludwig Klaus Niedzwiedz Steve Soper                                   | Ford Sierra RS Cosworth                                               | Eggenberger                                                           | 135                                                                   | Primeira vitória de um carro com motor turbo-alimentado. |
| 1986 | Markus Oestreich Otto Rensing Winfried Vogt                                 | BMW 325i                                                              | Auto Budde Team                                                       | 130                                                                   | |
| 1985 | Axel Felder Jürgen Hammelmann Robert Walterscheid-Müller                    | BMW 635 CSi                                                           | Auto Budde Team                                                       | 128                                                                   | |
| 1984 | Axel Felder Franz-Josef Bröhling Peter Oberndorfer                          | BMW 635 CSi                                                           | Auto Budde Team                                                       | 127                                                                   | |
| 1983 | (corrida não realizada devido às obras de requalificação do circuito)       | (corrida não realizada devido às obras de requalificação do circuito) | (corrida não realizada devido às obras de requalificação do circuito) | (corrida não realizada devido às obras de requalificação do circuito) | (corrida não realizada devido às obras de requalificação do circuito) |
| 1982 | Dieter Gartmann Klaus Ludwig Klaus Niedzwiedz                               | Ford Capri                                                            | Eichberg Racing                                                       | 138                                                                   | |
| 1981 | Helmut Döring Dieter Gartmann Fritz Müller                                  | Ford Capri                                                            | Gilden-Kölsch                                                         | 132                                                                   | |
| 1980 | Dieter Selzer Wolfgang Wolf Matthias Schneider                              | Ford Escort RS 2000                                                   | Berkenkamp Racing                                                     | 137                                                                   | |
| 1979 | Herbert Kummle Karl Mauer Winfried Vogt                                     | Ford Escort                                                           | Cavallo Matras                                                        | 140                                                                   | |
| 1978 | Fritz Müller Herbert Hechler Franz Geschwendtner                            | Porsche 911 Carrera                                                   | Valvoline Deutschland                                                 | 142                                                                   | |
| 1977 | Fritz Müller Herbert Hechler                                                | Porsche 911 Carrera                                                   |                                                                       | 140                                                                   | |
| 1976 | Fritz Müller Herbert Hechler Karl-Heinz Quirin                              | Porsche 911 Carrera                                                   |                                                                       | 134                                                                   | |
| 1975 | (corrida não disputada devido à Crise petrolífera de 1973)                  | (corrida não disputada devido à Crise petrolífera de 1973)            | (corrida não disputada devido à Crise petrolífera de 1973)            | (corrida não disputada devido à Crise petrolífera de 1973)            | (corrida não disputada devido à Crise petrolífera de 1973) |
| 1974 | (corrida não disputada devido à Crise petrolífera de 1973)                  | (corrida não disputada devido à Crise petrolífera de 1973)            | (corrida não disputada devido à Crise petrolífera de 1973)            | (corrida não disputada devido à Crise petrolífera de 1973)            | (corrida não disputada devido à Crise petrolífera de 1973) |
| 1973 | Niki Lauda Hans-Peter Joisten                                               | BMW 3.0 CSL                                                           | Alpina (3)                                                            | 95                                                                    | Corrida realizada em 2 mangas de 8h cada com um intervalo de 8h após a meia-noite. |
| 1972 | Helmut Kelleners Gerold Pankl                                               | BMW 2800 CS                                                           | Alpina                                                                | 145                                                                   | |
| 1971 | Ferfried Prinz von Hohenzollern Gerold Pankl                                | BMW 2002                                                              | Alpina                                                                | 125                                                                   | |
| 1970 | Hans-Joachim Stuck Clemens Schickentanz                                     | BMW 2002 TI                                                           | Koepchen BMW Tuning                                                   | 123                                                                   | |